# استفانو دی کیارا
استفانو دی کیارا (انگلیسی: Stefano Di Chiara؛ زادهٔ ۲۱ فوریهٔ ۱۹۵۷) بازیکن فوتبال اهل ایتالیا است.
از باشگاه‌هایی که در آن بازی کرده‌است می‌توان به باشگاه ورزشی لاتزیو، باشگاه فوتبال آسکولی، باشگاه فوتبال لچه، باشگاه فوتبال مسینا، باشگاه فوتبال کرمونزه، باشگاه فوتبال پیستویزه، باشگاه فوتبال کالیاری، باشگاه فوتبال جنوآ، و باشگاه فوتبال اسپال اشاره کرد.